# عمر خانه
عمر خانه (انگلیسی: Omar Janneh؛ زادهٔ ۲۳ اوت ۲۰۰۶) بازیکن فوتبال است.
وی همچنین در تیم‌های ملی فوتبال زیر ۱۷ سال اسپانیا، زیر ۱۸ سال اسپانیا، و زیر ۱۹ سال اسپانیا بازی کرده است.